# Chasse au crime
Chasse au crime (Paris Precinct) est une série télévisée franco-américaine de 22 épisode de 25 Minutes réalisée par Sobey Martin, diffusée en 1954.

## Synopsis
Les enquêtes des inspecteurs Beaumont et Bolbec du 36 quai des Orfrèves de Paris

## Fiche technique
- Titre original : Paris Precinct
- Titre français : Chasse au crime
- Réalisateur : Sobey Martin
- Directeurs de production : Ludmilla Goulian et Pierre Laurent
- Assistant de production : Leonide Kome
- Assistant réalisateur : Robert Gendre
- Directeur de la photographie : André Thomas
- Cameraman : Walter Wottitz
- Décors : Rino Mondellini
- Ingénieur du son : Roger Cosson
- Chef monteur : Henri Taverna
- Direction des dialogues : Peter Fremd
- Conseiller technique inspecteur : Jean Couade
- Musique : Michel Emer
- Scénario : Charles K. Peck, Jr., d’après les dossiers de la police parisienne
- Série créée par Jo Eisinger
- Production : André Hakim
- ETOILE Production, Distribué par Motion Picture for TV, Tourné en langue anglaise à Paris-Studio Cinéma, Laboratoire GTC, 1.37 Noir et blanc, Durée 25 min 10 s (d'après une copie complète)

## Distribution
- Louis Jourdan (VF : Jean-François Laley) : inspecteur Beaumont
- Claude Dauphin (VF : Maurice Porterat puis Michel André) : inspecteur Bolbec
- Gisèle Préville : Mady Lamotte
- Jean Ozenne : M. Fermont
- Claude Nollier : Mme Fermont
- Bruce Kay : le soldat
- Nicole Francis : Lucie Drouant
- Charles Fawcett : le cafetier
- Philippe Clay : le chanteur

## Épisodes

### Saison 1 (1955)
1. Cognac et cyanure
2. La moucharde
3. L'affaire du cirque
4. Le châtiment
5. Le faux alibi
6. Le meurtre du comptable
7. L'enlèvement
8. Les deux aveugles
9. Les faussaires
10. L'étrangleur
11. L'otage
12. Meurtre sans cadavre
13. Règlement de compte
14. Toy Doll
15. Une femme dangereuse
16. Menace sur Paris
17. Le théâtre du crime
18. La femme au visage perdu
19. La poupée qui tue
20. L'homme à la cicatrice